# Ratirahasya

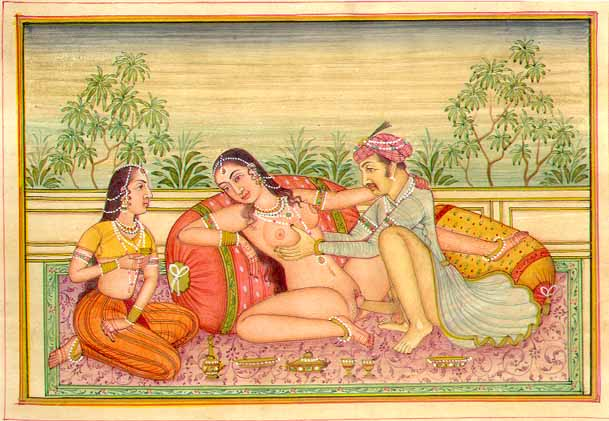
Darstellung eines Sexualaktes

Das Ratirahasya (Geheimnisse der Liebe), auch unter dem Titel Koka Shastra bekannt, wurde von Kokkoka (auch Koka, Koka Pundit und Kalyan Mali) verfasst. Das Ratirahasya ist einer der bedeutendsten mittelalterlichen Texte zur indischen Hindu-Erotik und Liebe. Die in Sanskrit verfassten Beschreibungen sind vermutlich im 11. oder 12. Jahrhundert n. Chr. entstanden.

## Das Werk
Im Gegensatz zum Kama Sutra ist das Ratirahasya an die Gepflogenheiten der mittelalterlichen indischen Gesellschaft angepasst.  Während des Mittelalters war Indien konservativer geworden, die Freiheit der Frauen wurde eingeschränkt und vorehelicher und außerehelicher Sex wurden verpönt. Aus diesem Kontext heraus entstand der Bedarf für ein aktuelles Sex-Handbuch, das das mittelalterliche kulturelle Klima berücksichtigte, dem der alte, freizügigere Kama-Sutra-Text nicht mehr gerecht wurde.
Das Werk enthält in fünfzehn pachivedes (Kapiteln) ungefähr 800 Verse, die sich mit verschiedenen Themen beschäftigen: den Aspekten des Lunarkalenders, den Genitalien, erogenen Zonen, Charaktereigenschaften von Frauen verschiedenen Alters und verschiedenen Varianten der Umarmung, des Geschlechtsverkehrs, Sex-Stellungen, Kusstechniken etc.
Einige der Themen in diesem Werk werden nicht im Kama Sutra behandelt, wie die vier Kategorien von Frauen (Padmini, Chitrini, Shankini und Hastini) oder die Aufzählung der Tage und Stunden, an denen die Frauen der vier Kategorien jeweils am erregbarsten sind. Abhängig von der Größe der Genitalien empfiehlt der Text neun verschiedene Arten zum Vollzug des Geschlechtsverkehrs und benennt geeignete Aphrodisiaka. Der Autor bemerkt, dass einige Ansichten aus den Lehren von Gonikaputra und Nandikeshwara stammen. Beide werden auch von Mallanaga Vatsyayana erwähnt, aber ihre Werke sind nicht erhalten.
Das Ratirahasya wurde sehr populär und in viele Sprachen übersetzt, neben den indischen Sprachen z. B. in Arabisch, Persisch, Türkisch, Englisch, Deutsch. Auf Hindi wurde der Autor Koka und sein Werk Koka Shastra (Lehren von Koka) genannt.
Alex Comfort, der Autor von The Joy of Sex, übersetzte Ratirahasya 1964 ins englische und veröffentlichte das Werk unter dem Titel The Koka Shashtra, Being the Ratirahasya of Kokkoka, and Other Medieval Indian Writings on Love (London: George Allen and Unwin).

## Kommentare des Ratirahasya
Wie für das Kama Sutra wurden auch Kommentare für das Ratirahasya geschrieben. Das sind das Janavashya von Kallarasa (15. Jahrhundert n. Chr.), das Ananga Ranga von König Kalyanmalla (15. oder 16. Jahrhundert n. Chr.), Panchasayaka von Jyotirisha (13. oder 14. Jahrhundert n. Chr.), Ratiratnapradipika von Praudha Devaraja, Maharadscha von Vijayanagara (15. Jahrhundert n. Chr.).

## Inhalt
Die Kapitel in der deutschen Übersetzung des Ratirahasya von  S. Lienhard sind:
- Teil 1 – Einleitung
- Teil 2 – Von den Grundtypen der Frauen
- Teil 3 – Vom Liebesumgang im Einklang mit den Mondphasen
- Teil 4 – Von den verschiedenen Typen
- Teil 5 – Von allgemeinen Wesenszügen
- Teil 6 – Von der Kenntnis der Länder
- Teil 7 – Von den Umarmungen
- Teil 8 – Von den Küssen
- Teil 9 – Von den Nägelmalen
- Teil 10 – Von den Zahnmalen
- Teil 11 – Vom Geschlechtgenuss
- Teil 12 – Wie man das Vertrauen eines Mädchens erwirbt
- Teil 13 – Von der Gattin
- Teil 14 – Von den fremden Frauen
- Teil 15 – Vom Willfährigmachen
- Teil 16 – Rezepte und Praktiken

## Ausgaben (Auswahl)
- Alex Comfort, Pandit Kokkoka, W. G. Archer: The Koka Shastra [the scripture of Koka]; [the secret of the game of love]. Ballantine, New York 1966, OCLC 9564602 (englisch).
- Alex Comfort: The Illustrated Koka Shastra: Erotic Indian Writings, Based on the Kama Sutra. Simon & Schuster, New York 1997, ISBN 0-684-83981-4 (englisch).
- Alex Comfort: Koka Shastra. Das Tantra der Liebe. Ullstein Verlag, Berlin 2002, ISBN 3-550-06975-8.
- Koka Shastra: The Hindu Secrets of Love. DB Taraporevala, India 1981, ISBN 0-906654-99-8 (englisch).
- Koka Shastra. Ramboro Books PLC, 1999, ISBN 7-215-98867-8 (englisch).
- Julie Egli: Koka Shastra. El clásico hindú del sexo perfecto. 1998, ISBN 84-7901-281-1 (spanisch).
- Siegfried Lienhard: Kokkoka, Geheimnisse der Liebeskunst. Die altindische Liebeskunst des Ratirahasya. Marix Verlag, Wiesbaden 2006, ISBN 3-86539-096-X.
- Siegfried Lienhard: Ratirahasya von Kokkoka. Decker Verlag, Wiesbaden 1960.

## Weitere Quellen
1. ↑  Suzanne G. Frayser, Thomas J. Whitby: Studies in Human Sexuality. A Selected Guide. Libraries Unlimited, Englewood 1995, ISBN 0-585-07138-1, S. 144 (books.google.com).
2. ↑  Kar Nilamadhab, Gopal Chandra Kar: Comprehensive Textbook of Sexual Medicine. Jaypee Brothers, Medical Publishers, Neu-Delhi 2005, ISBN 81-8061-405-0, S. 456 (books.google.com).